# Hội Thú y Việt Nam
Hội Thú y Việt Nam là tổ chức xã hội - nghề nghiệp của những người làm việc trong lĩnh vực thú y tại hoặc liên quan đến Việt Nam .
Hội có tên giao dịch tiếng Anh là Vietnam Veterinary Association, viết tắt là VVA .
Điều lệ Hội Thú y được phê duyệt tại Quyết định của Bộ Nội vụ Số 44/2003/QĐ-BNV ngày 26 Tháng 3 năm 1998 .
Trụ sở Hội đặt tại địa chỉ số 86 đường Trường Chinh, phường Phương Mai, quận Đống Đa, thành phố Hà Nội .

## Hoạt động
Hoạt động thú y đã có từ thời Pháp thuộc, đến đầu thập kỷ 20 một tổ chức nghề nghiệp của ngành thú y đã được thành lập với tên "Hội ái hữu thú y sỹ Đông Dương". Sau ngày thống nhất đất nước năm 1975, nước ta bước vào kỷ nguyên mới, lực lượng cán bộ thú y trong toàn quốc được tăng cường và phát triển. Đến năm 1983, Liên hiệp các Hội KHKT Việt Nam ra đời, theo đó các Hội KHKT chuyên ngành trong đó có Thú y lần lượt được thành lập và là thành viên của Liên hiệp hội.
Ngày 26/10/1990 một Ban vận động và làm công tác chuẩn bị thành lập Hội Thú y đã được lập ra. Đến ngày 4/6/1991 Hội đồng Bộ trưởng đã ra quyết định số 178/CT cho phép thành lập Hội. Ngày 22/10/1991, Đại hội đại biểu thú y lần thứ nhất đã được tổ chức ở Hà Nội, thành lập Hội Thú y Việt Nam, thảo luận thông qua điều lệ, chương trình hành động . 